# Dave Hubbard
Pour les articles homonymes, voir Hubbard.
Dave Hubbard est un bodyboardeur américain originaire de Lihue, à Hawaï. Il participe à l'IBA World Tour 2011.